# کرک هینریک
کرک هینریک (انگلیسی: Kirk Hinrich؛ زاده ۲ ژانویهٔ ۱۹۸۱) یک بازیکن بسکتبال اهل ایالات متحده آمریکا است.